# 大阪工業大學
大阪工业大学（大阪工業大学, おおさかこうぎょうだいがく，Osaka Institute of Technology，别名大工大, 阪工大、OIT）是一所位於日本大阪府大阪市的私立大学，創立於1949年。是日本关西地区历史悠久的工业大学以及日本知名的私立理工科大学。

## 历史
大阪工业大学前身是由本庄京三郎和片冈安于1922年成立的关西工学专修学校。片冈安是一名著名的建筑师，毕业于东京帝国大学（*现为东京大学），成为第一任校长。办学的使命是“为世界，为人民和为社区”。学校希望培养具有科学实践技能并在社会中发挥重要作用的专家。

1927年，关西高等工学校创建。1940年，关西高等工学校更名为关西高等工业学校，此后又于1942年更名为摄南高等工业学校，以及于1944年再次更名为摄南工业专门学校。1949年4月，摄南工业专门学校升级为摄南工业大学，成为了一所隶属于日本新教育系统的四年制大学。 1949年10月，它更名为大阪工业大学。
当时是只有工程学院一科的大学。其后，1996年设置了信息科学学院。2003年设置了日本第一个知识产权学院。2017年设置了机器人学＆设计工程学院。为了学习掌握理论及其实践技术，致力于培养在实际社会中活跃的专业人才。大阪工业大学设有工程研究生院，机器人学＆设计工程研究生院，信息科学研究生院和知识产权研究生院。还设有多个本科，硕士和博士专业，如都市设计工程，建筑学，电子信息通信工程，电气电子系统工程，机械工程，应用化学，环境工程，生体医工程，机器人工程，空间设计，系统设计工程，计算机科学，信息网路，信息系统，信息媒体，知识产权学等。特别是知识产权学院和知识产权研究生院是日本独一的院系。此外，机器人学&设计工程学院提供”設計思考”的教育来作为创新和创造性的方法。

大阪工业大学的教学理念是要像在现场一样教授最先进的理论和技术。

## 概况
截至2017年4月，大工大有4个学院和4个研究生院，以及4个领域提供16个本科学位，6个硕士学位和5个博士学位。

截至2018年5月，在校生总数约7,200多人。本科生6,753人（其中：工程学院3,950人，机器人学&设计工程学院568人，信息科学学院1,652人，知识产权学院583人）,  硕士和博士研究生452人。

## 学院
- 知识产权学院
  - 知识产权学

- 工程学院
  - 都市設計工程
  - 建築学
  - 电子信息通信工程
  - 電氣電子系統工程
  - 機械工程
  - 應用化学
  - 環境工程
  - 生體醫工程

- 机器人学&设计工程学院
  - 机器人工程
  - 空間设计
  - 系统设计工程

- 信息科学学院
  - 计算机科学
  - 数据科学
  - 信息網路
  - 信息系統
  - 信息媒體

## 研究生院
- 知识产权研究生院
  - 知识产权专攻
- 工程研究生院
  - 建筑学・都市设计工程专攻
  - 电气电子・机械工程专攻
  - 化学・环境・生体医工程专攻
- 机器人学＆设计工程研究生院
  - 机器人学＆设计工程专攻
- 信息科学研究生院
  - 信息科学专攻

## 校区
大工大有三个校区。

### 大宫校区
〒535-8585　大阪市旭区大宮5丁目16-1

拥有学院：工程学院、知识产权学院

拥有研究生院：工程研究生院、知识产权研究生院

交通：
- 大阪市营地铁谷町线千林大宮车站下车，或者谷町线・今里筋线太子桥今市车站下车，分别步行12分钟即达
- 京阪本线・千林车站下车，步行20分钟
- 大阪市营巴士・中宮（大阪工大前）下车即到

### 梅田校区
〒530-8568　大阪市北区茶屋町1-45

拥有学院：机器人学＆设计工程学院

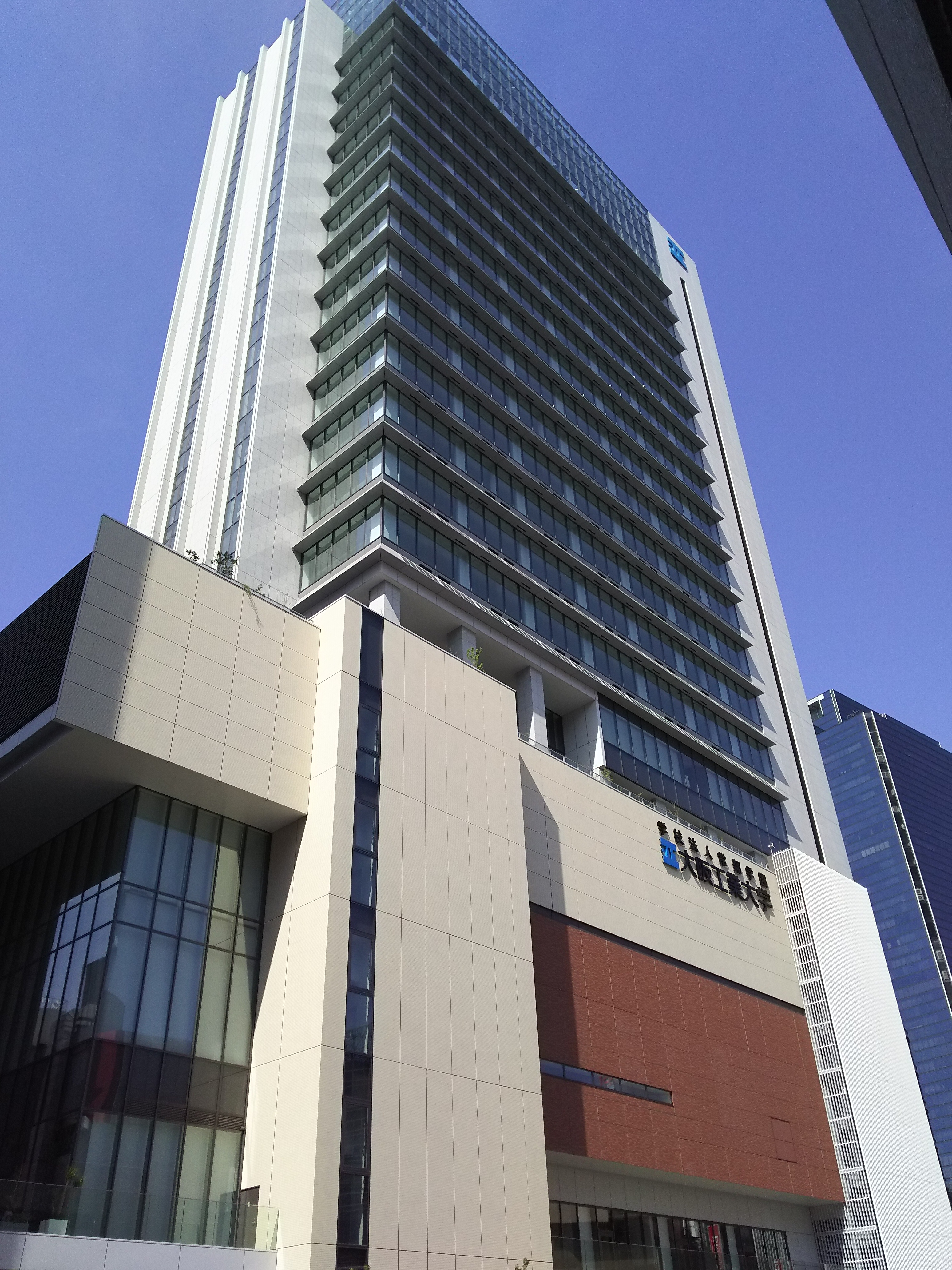
梅田校区

拥有研究生院：机器人学＆设计工程研究生院，知识产权研究生院

交通：
- JR西日本・大阪车站步行5分钟
- 阪急・梅田车站步行3分钟
- 阪神・梅田车站步行7分钟
- 大阪市営地铁御堂筋线・梅田车站步行5分钟
- 大阪市営地铁谷町线・东梅田车站步行5分钟

### 枚方校区
〒573-0196　大阪府枚方市北山1丁目79-1

拥有学院：信息科学学院

拥有研究生院：信息科学研究生院

交通：
- JR西日本学研都市线（片町线）・長尾车站以及京阪本线・樟叶站到京阪巴士「大阪工大」、或者「北山中央」停留所下车。从長尾车站、步行约24分钟、巴士约7分钟、也有直达巴士。

## 附属机构
- 八幡工学实验场
  - 构造实验中心
  - 水理实验中心
  - 高压电实验中心
- 機械工作中心
  - 切削加工部门
  - 铸造部门
  - 溶接部门
- 图书馆
  - 大宫本馆图书馆
  - 梅田分馆图书馆
  - 枚方分馆图书馆

## 国际排名
- 泰晤士高等教育世界大学排名（THE）

大工大专注于工程和信息技术领域，在2021年世界大学排名中排名第801–1000，在日本TOP10私立大学中排名。特别是在“论文引用”方面，大工大在日本大学中紧随大阪大学之后，在日本私立大学中的排名要高于东京理科大学和芝浦工业大学。在2021年泰晤士高等教育亚洲大学排名第401+。 
- SCImago世界大学排名（SIR）

大工大在“创新”领域的“ 2019年日本大学排名”中排名第58名，在“研究”领域的2018年日本大学排名中排名第75名。

## 评价
大工大是具备强大就业实力的大学。作为大工大最大的魅力之一就在于其就业方面的实力。支撑着高实际就职率的，是本校历时多年培养出来的，输送有实力人才的学风。 

- 本科/研究生就业人口占有率（98.1％）*2020年3月毕业者: 这是日本私立大学（包含: 早庆・MARCH・关关同立等, 毕业生人数在1000人以上的大学）排名”第2名”。
- 关西地区私立大学（包含: 关关同立等）中连续10年实际就职率”第1名” 
*2019年度毕业生实绩。Sunday每日2019年8月4日号，特辑“全国240所大学实际就业率排名（毕业生人数在1000人以上的大学）”大学通信调查。实际就业率=就业人数÷（毕业人数－升学人数）
- 在日本，来自大工大的董事总经理人数1,842人，在日本的理工学院和理工大学 （包含: 东京工业大学・名古屋工业大学, 与大工大所谓的“三工大” ）, 大工大仅次于东京理科大学之后位于”第2名”。（2019年调查- 帝国数据库Teikoku Databank）[2]
- 来自日本知名私立理工科大学, 大工大的上市公司高級管理人員大学排名”第3名”。仅次于东京理科大学和芝浦工业大学。（截至2018年7月31日, 东洋经济新报社”公司的季报“2018年版）
- 在“日经职业杂志特别编辑，最具价值的大学2018年版，就业率排名”中名列前茅。
*尤其是毕业生在职场得到高度评价的行动力和独创性这两项，大工大均在关西地区私立大学（包含: 关关同立等）中名列榜”第1名”。
-综合排名”第29名” 
-计划增加录用的大学排名”第9名” 
-单项排名（行动力）”第6名” 
-单项排名（独创性）”第19名”

## 创新

### 研究
- 2012年，由大工大研究员和主要来自机械工程系的学生开发了一种创新的带有Pulsed plasma thruster（PPT）的小型卫星，名为PROITERES （Project of OIT Electric-Rocket-Engine Onboard Small Space Ship），于2012年9月推出来自萨迪什·达万航天中心PSLV-C21火箭，由印度空间研究组织运营。 [3][4][5]
- 2015年，应用化学系的大工大研究员与马克斯普朗克研究所共同开发了一种创新技术，即仿生材料领域的所谓“非粘性粉状粘合剂”。 它的开发暗示蚜虫覆盖蜂蜜的表面，它们通过固体蜡颗粒排出，并防止由于Liquid marble中的蜂蜜而导致的蜂蜜溺水。它被引入英国皇家化学学会与Chemistry World出版的期刊封面。 [6][7]
- 2016年，应用化学系的大工大研究员联合开发了一种创新的材料转移技术，将液滴（Liquid marble）与固体颗粒和光一起与旭川医科大学和马克斯普朗克研究所结合在一起。 由于它使光直接转换为推进力，因此没有像光伏发电那样的功率转换过程。它既环保又低成本。 该研究论文发表在德国科学期刊“ Advanced Functional Materials ”上。 [8]
- 2017年，机器人学&设计工程学院系统设计工程系的大工大研究员联合开发了一种创新的气味测量平台，通过开放式创新，他们可以与柯尼卡美能达一起客观地分析和评估各种气味。 基于该平台，柯尼卡美能达推出了“坤坤”（或“嗅嗅”）机构。“坤坤”身体，只需一个设备和一个智能手机应用程序，可以测量头皮，腋窝，耳朵后面的皮肤和脚的气味。 测量的气味数据通过蓝牙发送，并在20秒左右的时间内显示在智能手机应用程序中。 气味分为10个级别，允许用户客观地决定是否需要采取一些除臭措施。 大工大一直在研究通过使用气体传感器的基于神经网络的AI技术来区分不同气味的方法。[9]
- 2018年，信息科学学院信息系统系的大工大研究员参加了由东京大学宇宙射线研究所（ICRR）和国立自然科学研究院（NINS）/日本国立天文台（NAOJ）/高能加速器研究机构（KEK）管理的国家项目“KAGRA”（神冈引力波探测器）[10]研究引力波探测器的天体物理学和信息系统。来自日本的理工学院，只有东京工业大学和大工大参与了该项目。[11][12]
- 2019年，应用化学系的大工大研究人员发现，聚3-己基噻吩（P3HT）是一种广泛用作太阳能电池和晶体管的材料的导电聚合物，具有将光转换为热的新功能。由于P3HT溶于有机溶剂，因此可以用作涂料，并可以应用于各种形状的基材。还可以预期将其应用于真空空间或精细空间（例如高温）中的局部加热，该空间在外部空间（空间站或航天飞机）中利用热量或通过热杀死癌细胞。这项创新研究得到了美国化学学会（ACS）在聚合物领域的高度评价和发表。（高分子2019，52，2,708-717）[13]
- 2020年，东京大学应用物理系研究组，大工大信息科学学院和理化学研究所（RIKEN）成功开发了具有创新性的超精密“可移动光学晶格时钟（OLC）”通过对爱因斯坦广义相对论在东京晴空塔的有效性的验证测试，首次在世界范围内进行了测量（10到18的幂）。与传统的太空实验相比，在卫星和火箭上使用便携式OLC可以进行的等效实验的高度差少10,000倍。[14]
- 2021年，由应用化学系的大工大，东京工业大学和国立阳明交通大学组成的国际合作研究小组开发了一种通过极其简单的过程制备由分子级螺旋结构组成的“手性二氧化硅（Chiral Silica）”的创新方法。 该研究由新能源产业技术综合开发机构（NEDO）的登月型研发项目推动，并于近期发表在美国化学学会（ACS）的开放获取期刊“JACS Au”上。[15]
- 2022年，应用化学系的大工大研究人员和里尔第一大学与法国国家科学研究中心 (CNRS) 联合研究单位 (UMET) 的研究人员开发了一种创新的“微反应容器”，可以通过照射光引发反应使用液滴（Liquid marble）。该研究得到了日本学术振兴会（JSPS）的支持，研究论文发表在“美国化学学会应用材料与界面(ACS Applied Materials & Interfaces)”上。[16]
- 2023年，根据斯坦福大学和爱思唯尔更新的“基于标准化引文指标的科学家数据库”，作为一份综合名单，确定了“世界上最有影响力的研究人员的前2%”（*类别：职业生涯），4名大工大教授应用化学、生体医工程、机械工程三个学科入选。[17]

### 业务
- 2017年，日本第一个“ 机器人服务商学院 ”由新能源产业技术综合开发机构（NEDO）在大工大梅田校区的机器人与设计中心推出，旨在提供必要的技术，设计和商业专业知识的综合教育机器人创新 。[18]
- 2020年，为了加速日本关西地区的创业，大工大和神户大学开始联合合作，以支持大学领导的企业利用其风险投资制定知识产权战略和商业模式以实现创新[19]。

## 成就和奖项
- 国际
  - 来自大阪大学和大工大的学生联合团队“JoiTech”在2013年机器人世界杯（RoboCup）为埃因霍温的机器人技术赢得了“世界第1名”（*类别： 類人類循环赛成人大小）。[20][21]
此外，大工大自己的机器人学&设计工程学院团队“OIT Trial”与信息科学学院在名古屋2017年RoboCup中获得了“世界第7名”（*类别：@Home）。[22]
  - 2014年获得“Kenchiku SHINJINSEN”（日本建筑新人赛）”日本第1名”后， 建筑学系的大工大学生在大连参加了“第三届亚洲建筑新人赛 ”，成为日本国家队的一员。[23]
  - 电气电子系统工程的大工大学生团队在密歇根大学迪尔伯恩分校 IEEE举办的2015年IFEC（ 国际未来能源挑战 ）国际学生竞赛中获得“世界第3名”和“最佳创新设计奖”。 主题是“ 电动汽车（EV）和其他应用的高效无线充电系统”。 作为日本的大学，大工大参加了决赛，并且有史以来第一次获得该奖项。 [24]
  - 电气电子系统工程的大工大学生在2014年上海IEEE PEAC（电力电子应用大会）国际会议上获得“优秀论文奖”。 主题是“具有单端逆变器驱动双向无线谐振IPT的新型V2H系统”。[25]
  - 电子信息通信工程专业的大工大研究生在夏威夷IEEE电子器件协会组织的EIPBN（电子，离子和光子束技术和纳米加工）国际会议上获得了“学生旅行奖”。 主题是“在扫描电子显微镜中通过雾化电子产生的绝缘膜的表面电位分布的测量”。 [26]在获得支持的学生中代表了各种大学，国家和主题。 来自10个国家（包括: 美国）和33所大学（包括: 麻省理工学院 ，斯坦福大学 ，耶鲁大学 ，卡内基梅隆大学 ，普林斯顿大学 ，不列颠哥伦比亚大学等 ）的学生获得了学生旅行资助。 来自亚洲的大学，它只颁发给新加坡国立大学 ，北京大学和大工大。[27](*第5-6页)
  - 信息科学学院的大工大学生团队通过了2015年ACM国际大学生程序设计竞赛（“ACM-ICPC”）的日本预赛（82所大学，372支日本队），并参加了筑波的亚洲区域赛。 来自日本的私立大学，预选赛只有3所大学， 庆应义塾大学 ，明治大学和大工大。[28]
此外，回到2006年亚洲区域赛，只有东京工业大学和大工大在日本技术研究所的“十大”中，大工大也是日本私立大学中唯一取得了排名的学校。[29]经历过此次活动的大工大毕业生加入了谷歌 ,  雅虎和信息技术（IT）公司。[30]
  - 信息科学学院的大工大学生和研究生在中国大陆最大的编程比赛「蓝桥杯」[31]的2019年日本国内比赛上获得了「C/C++程序设计比赛」类别的”最佳奖”和”一等奖”（19,967名参与者）。关于2019年的日本大学排名（C/C++程序设计）, 大工大是”日本第1名”（高于东京大学）。[32]
  - 机器人学&设计工程学院的大工大研究员在斯德哥尔摩国际先进材料协会国际会议上的杰出研究成就荣获“ 2018年传感器和执行器奖”。来自日本的大学，“先进材料奖”仅授予东京大学和大工大。[33]
  - 来自京都大学和大工大电子信息通信工程系学生的联合团队“SHINOBI”在RoboCup日本公开赛2023中获得“一等奖”（类别：救援机器人联赛）。[34]

## 校友
- 藤田進，政治家，大工大前主席。
- 坂井弘一，政治家，众议院 (日本)的前成员。
- 山口明夫，IBM日本总裁。
- 多田直纯，ZF日本总裁。
- 古场博之，丰田(TOYOTA)C-HR的总工程师。
- 山本紘，马自达(MAZDA)Eunos Cosmo的总工程师。
- 梅村正廣，京瓷(KYOCERA)的首席财务官。
- 八方隆邦，东京急行电铁(TOKYU RAILWAYS)副总裁。
- 坂口正雄，近电(KINDEN)副总裁，大工大前主席。
- 长谷川伸一，日本太平洋咨询(PCKK)董事长。
- 久禮哲郎，阿弗瑞萨(ALFRESA PHARMA)首席执行官，大工大前主席。
- 长谷川武彦，长谷工公司(HASEKO)的创始人。
- 若林克彦，哈德洛克工业(HARDLOCK INDUSTRY)的创始人，提供永不松动的创新螺母，被英国，澳大利亚，日本等地的NASA和铁路公司使用。
- 佐藤启一，伊利诺伊理工学院(IIT Institute of Design)名誉教授。
- 马卫星，前北京理工大学设计与艺术学院副教授。
- 友井政利，理学硕士（不列颠哥伦比亚大学），建筑中北美洲木结构2x4 Framing（建筑）研究的日本先驱。
- 谷川正己，工学博士（东京大学），日本建筑学会名誉会员，弗兰克·劳埃德·赖特研究的日本先驱。
- 西村泰志，工学博士（京都大学），大工大名誉教授/主席和前 得克萨斯大学奥斯汀分校的建筑工程专业访问研究员。
- 栗田章光，大工大名誉教授，前波鸿鲁尔大学(RUB) 的客座研究员，从事土木工程桥梁的钢结构研究。
- 田中崇公，LLM(圣路易斯华盛顿大学), 律师, 大工大客座教授。
- 柳野嘉秀，理学硕士（朴茨茅斯大学），专利代理人，大工大兼职讲师。
- 北山孝二郎（安藤忠雄的弟弟），建筑师，与彼得·艾森曼一起获得AIA荣誉奖。
- 平沼孝启，建筑师和设计大奖(Grand Designs Awards)（英国），创新建筑国际建筑奖（意大利）的获得者。
- 池渊孝一郎，新加坡的室内设计师和新加坡总统设计奖获得者（年度设计师，2009年）。
- 月山贞利，日本刀匠和非物质文化遗产的持有人，他一直延续月山武士刀剑传统约800年。
- 谷甲州，科学小说作家。
- 岩佐嘉亲，波利尼西亚的探险家。
- 冲至，爵士乐小号手和长笛演奏家。
- 卡洛斯·菅野，萨尔萨音乐乐队Orquesta de la Luz的前打击乐手。
- 加户敏，电影导演和编剧。
- 阿部良之，男子自行车运动员。

## 留学生支援

### 交流
大工大除基于与海外大学的交流协议接收学生外，还通过”国际大学生技术经验交流协会”（IAESTE），”世界知识产权组织”（WIPO）和”国际协力机构”（JICA）接收进修生。 对于接收的留学生，提供在所属研究室开展研究和实习、开设课程的特别选修、特别进修项目、国际PBL（问题导向学习）项目。 

（以下为2016年的实际成绩） 
- 接收特别进修生（开设课程的特别选修）

-坦佩雷理工大学（芬兰）：2名，为期12个月（在所属研究室开展研究和实习）
 
-慕尼黑联邦国防大学（德国）：1名，为期6个月
 
-泰国国立法政大学（泰国）： 2名，为期2个月
 
-国立台北科技大学（台湾）：10名，为期5周

- IAESTE进修生（匈牙利、捷克）：2名，为期2个月（另外4所大学、共接收11人）
- 特别进修制度

-香港城市大学（香港）：4名，为期15天
 
-国立高雄第一科技大学、国立云林科技大学、世新大学（台湾 ）：22名，为期8天

-泰日工业大学（泰国）：10名，为期3周 （另外2所大学、共接收8人） 
- 国际PBL制度

-国立台北科技大学（台湾）：15名，为期7天

-泰国国立法政大学（泰国）： 10名，为期8天

### 研究生院
大工大有日本唯一的”知识产权研究生院”，是自2005年开设以来，接收了很多来自中国大陆，台湾以及韩国的留学生们。这些留学生的目的是成为知识产权研究的专业人士。（*来自大连理工大学和国立交通大学毕业生等）在本研究生院毕业的留学生中，或回国作为详知日本知识产权制度的实务家话动，或在日本企业，日本知识产权事务所工作，他/她们活跃在很多地方。
- 大工大在中国大陆的几所大学举行了简报会。（*在北京大学和中国人民大学等）[36][37]
- 秋期入学概要[38]

秋期入学申请准备主要是针对国内外公司职员的制度。因大工大的教授们都是在实务界著名的企业专们家和专利代理人们的，学生们都会获得提高的知识产有关系的知识和实务能力和課題解決力的。授课里用日语的，所以学生需要日语能力2级(N2)以上（最好N1）的能力。

还有很多的特点。例如考试只需要小论文和面试，有的人不能来大学面试，可以用skype面试。
特别是，可以用相网络的技术之远隔教育制度。如你用该制度，学生在大阪学习半年和在自国学习一年半可收得知识产硕士（专门职）的资格。

### 学生宿舍
为学生能够在此舒适地生活，在各房间配备浴室、厕所、空调、洗手台、床、桌子、冰箱等等。
配备了洗衣房和可以深入交流的谈话室作为公共设施。
管理员常驻宿舍，对学生提供生活方面的支持。
针对外国留学生设立了住宿费补助制度。

## 姊妹学校
- 臺灣
  - 国立台北科技大学 （National Taipei University of Technology）
  - 国立台湾科技大学 （National Taiwan University of Science and Technology)
  - 国立清华大学 （National Tsing Hua University）
  - 国立阳明交通大学 （National Yang Ming Chiao Tung University)
  - 国立中兴大学 （National Chung Hsing University）
  - 国立虎尾科技大学 （National Formosa University）
  - 国立云林科技大学 （National Yunlin University of Science and Technology）
  - 国立高雄第一科技大学 （National Kaohsiung First University of Science and Technology）
  - 南臺科技大学 （Southern Taiwan University of Science and Technology）
  - 世新大学 （Shih Hsin University）
  - 大同大学 （Tatung University）
- 香港
  - 香港城市大学 （City University of Hong Kong）
- 中国
  - 清华大学 （Tsinghua University）
  - 浙江大学 （Zhejiang University）
  - 同济大学 （Tongji University）
  - 华东理工大学 （East China University of Science and Technology）
  - 北京科技大学 （University of Science and Technology Beijing）
  - 南京工业大学 （Nanjing Tech University）
- - 中央大学 (韩国) （Chung-Ang University)
  - 仁济大学 （Inje University）
  - 国民大学 （Kookmin University)
  - 大田大学 （Daejeon University)
- 蒙古国
  - 蒙古工业科技大学 （Mongolian Institute of Engineering and Technology）
- 德国
  - 慕尼黑工业大学 （Technical University of Munich）
  - 伍珀塔尔大学 （University of Wuppertal）
  - 慕尼黑联邦国防军大学  （Bundeswehr University Munich）
  - 哥廷根应用技术和艺术学院  （Hochschule Hildesheim/Holzminden/Göttingen）
- 法國
  - 欧洲理工学院 （EPITECH: École pour l'informatique et les nouvelles technologies, formerly European Institute of Information Technology）
  - 巴黎-塞纳河谷国立高等建筑学校 （ENSAPVS: École nationale supérieure d'architecture de Paris-Val de Seine）
  - 法国国家公共工程学校 （EPITECH: École nationale des travaux publics de l'État）
  - 蒙彼利埃大学 （University of Montpellier)
  - 波尔多大学 （University of Bordeaux)
- 荷蘭
  - 代尔夫特理工大学 （Delft University of Technology）
  - 埃因霍温理工大学 （Eindhoven University of Technology）
- 奥地利
  - 维也纳科技大学 （Technische Universitat Wien）
- 瑞士
  - 瑞士西北应用科学与艺术大学 （University of Applied Sciences Northwestern Switzerland）
- 義大利
  - 都灵理工大学 （Polytechnic University of Turin）
- 西班牙
  - 萨拉曼卡大学 （University of Salamanca）
  - 马德里理工大学 （Technical University of Madrid）
- 瑞典
  - 乌普萨拉大学 （Uppsala University）
- 挪威
  - 斯塔万格大学 （University of Stavanger）
- 芬兰
  - 坦佩雷理工大学 （Tampere University of Technology）
- 沙烏地阿拉伯
  - 阿卜杜勒阿齐兹国王大学 （King Abdulaziz University）
- 土耳其
  - 奥兹耶金大学 （Ozyegin University）
- 新加坡
  - 新加坡科技设计大学 （Singapore University of Technology and Design）
- 马来西亚
  - 马来西亚工艺大学 （Universiti Teknologi Malaysia）
  - 马来西亚理科大学 （Universiti Sains Malaysia）
  - 马来西亚沙巴大学 （Universiti Malaysia Sabah）
  - 国油大学 （Universiti Teknologi Petronas）
- 泰國
  - 朱拉隆功大学 （Chulalongkorn University）
  - 玛希敦大学 （Mahidol University）
  - 泰国国立法政大学 （Thammasat University）
  - 清迈大学 （Chiang Mai University）
  - 坦亚武里皇家理工大学 （Rajamangala University of Technology Thanyaburi）
  - 泰日工業大学 （Thai-Nichi Institute of Technology）
- 越南
  - 岘港理工大学 （The University of Da Nang, University of Technology）
  - 芹苴大学 （Can Tho University）
- 菲律賓
  - 圣何塞-雷科莱托斯大学 （University of San Jose–Recoletos）
- 印度尼西亞
  - 哈桑丁大学 （Hasanuddin University)
  - 帕朗卡拉亚大学 （University of Palangka Raya）
  - 韦地雅曼达拉天主教大学 （Widya Mandala Catholic University)
  - 穆拉哇曼大学 （Mulawarman University）
  - 巴克里大学 （Bakrie University）
- 印度
  - 马尼帕尔大学  （Manipal University）
- - 昆士兰科技大学 （Queensland University of Technology）
  - 斯威本理工大学 （Swinburne University of Technology）
- 加拿大
  - 安大略艺术设计大学 （OCAD University）
  - 里贾纳大学 （University of Regina）
- 美国
  - 佐治亚理工学院 （Georgia Institute of Technology）
  - 圣荷西州立大学 （San Jose State University）
  - 莱斯大学 （Rice University）
  - 克莱门森大学 （Clemson University）
  - 内华达大学雷诺分校 （University of Nevada, Reno）
  - 旧金山州立大学 （San Francisco State University)
  - 安吉罗州立大学 （Angelo State University）
- 墨西哥
  - 瓜纳华托大学 （University of Guanajuato）
- 塞内加尔
  - 济金绍尔大学 （Ziguinchor University）

## 外部連結
- 大阪工業大學網站 （页面存档备份，存于）